# Metaleurodicus phalaenoides
Metaleurodicus phalaenoides là một loài côn trùng cánh nửa trong họ Aleyrodidae, phân họ Aleurodicinae.
Metaleurodicus phalaenoides được Blanchard miêu tả khoa học đầu tiên năm 1852.